# Drapeau de Magnitogorsk
Le drapeau de Magnitogorsk (en russe : флаг Магнитогорского городского округа, flag Magnitogorskogo gorodskogo okrouga, drapeau du district urbain de Magnitogorsk) est le symbole de la municipalité de Magnitogorsk, ville de l'oblast de Tcheliabinsk, en Russie.

## Description
Le drapeau est constitué d'un fond rectangulaire, de proportions 3:2 et de couleur argentée, au centre duquel est placé un triangle équilatéral noir. La longueur du côté du triangle est égale aux deux-tiers de la largeur du drapeau.
Le triangle représente les tentes des fondateurs de la ville, le mont Magnitnaïa (un géotope de fer presque pur qui donne son nom à la ville et à l'origine de l'exploitation du fer et de l'acier qui a conduit au développement de cette dernière) et la sidérurgie (appelée « métallurgie noire » en russe). Le fond argent représente la bonté, la générosité, la pureté et la justice.

## Historique
Magnitogorsk est fondée en 1743 comme fort cosaque ; l'extraction du fer y débute dès 1752. La création d'un complexe sidérurgique majeur en 1928 conduit au développement rapide de la ville. À la fin du XXe siècle, Magnitogorsk est le principal centre de production de fer et d'acier de Russie ; le combinat métallurgique de Magnitogorsk existe depuis 1992.
Le 30 septembre 1998, le conseil municipal de Magnitogorsk approuve un premier drapeau : il comporte une bande rouge dans sa moitié supérieure et une bande verte dans sa moitié inférieure, séparées par une bande horizontale bleu, de largeur plus petite, liserée de blanc. En son centre, un blason argenté, liseré de blanc, porte un triangle équilatéral noir symbolisant le mont Magnitnaïa. Le drapeau est en proportion 2:1.
Après consultation du registre héraldique d'État de la fédération de Russie (en), le drapeau est révisé de façon substantielle le 24 janvier 2004 : les proportions passent en 3:2 et le drapeau ne comporte plus que le triangle noir sur fond argenté. Le 30 novembre 2010, la taille du triangle est réduite. Elle est augmentée à nouveau le 26 avril 2011.

30 septembre 1998 - 28 janvier 2004
28 janvier 2004 - 30 novembre 2010
30 novembre 2010 - 26 avril 2011
Depuis le 26 avril 2011